# Terra d'elles
Terra d'elles, publicada originalment com a Herland, és una novel·la de Charlotte Perkins Gilman, intel·lectual estatunidenca multidisciplinària, feminista, conferenciant, escriptora i editora. Gilman va ser una de les principals teòriques del moviment feminista nord-americà, molt activa en la defensa dels drets humans de les dones entre finals de 1890 i mitjans de 1920. Gilman va escriure aquesta utopia el 1915 des d'una posició de dona blanca, de classe mitjana i amb formació acadèmica als Estats Units de finals del segle XIX i començaments del XX.
Terra d'elles (Herland), un text fundacional dels estudis feministes, és considerada l'obra precursora de la ciència-ficció feminista moderna, després del Llibre de la ciutat de les dames de Christine de Pisan al segle xv.

## Context de l'obra
Gilman va ser l'editora de la publicació The Forerunner (1909-1916) de la qual totes les seccions, articles, editorials, poemes, uns dos-cents contes, assaigs, obres de teatre i capítols de novel·les en fulletó, eren redactades per la mateixa Gilman. Una publicació que li permetia expressar les seves idees sobre els problemes de les dones i sobre la reforma social. Aquí es on inicialment Terra d'elles es va editar en forma de fulletó abans que es publiqués com a volum el 1915.
| «                          | Si els editors no treuen el meu treball a la llum, ho faré jo mateixa. | » |
| — Charlotte Perkins Gilman |                                                                        |   |

Terra d'elles es una novel·la utòpica sobre una societat fins llavors desconeguda per la humanitat i habitada únicament per dones, ginecotopia, on imperen l'ordre, la pau i la racionalitat. L'arribada de tres exploradors, homes, al país genera situacions típiques en les utopies generades per contraposar valors i fer una crítica de las normes imperants en la societat on viuen les escriptores de les obres. És una obra que no es limita a ser mera literatura de ciència-ficció especulativa sinó que incorpora plantejaments filosòfics, polítics, i tesis vindicatives feministes.
Terra d'elles és sovint tractat com un llibre sol, però és de fet el segon volum d'una trilogia:
- El preludi es Recorrent la muntanya / Moving the Mountain,[6] novel·la utòpica de 1911 sobre una autèntica democràcia social entre homes i dones.
- L'interès suscitat per Terra d'elles va impulsar Gilman a escriure’n una continuació en 1916, Amb ella a la nostre terra / With Her in Ourland,[7] protagonitzada per dos del personatges principals de Terra d'elles (Ellador i Van). La narració se situa temporalment just a l'esclat de la I Guerra mundial i relata el viatge d'una de les amazones al "nostre món civilitzat" amb la seva parella, Van l'explorador, i les seves descobertes de les guerres, les terribles injustícies socials i les desigualtats humanes que el caracteritzen.

## Argument i estructura

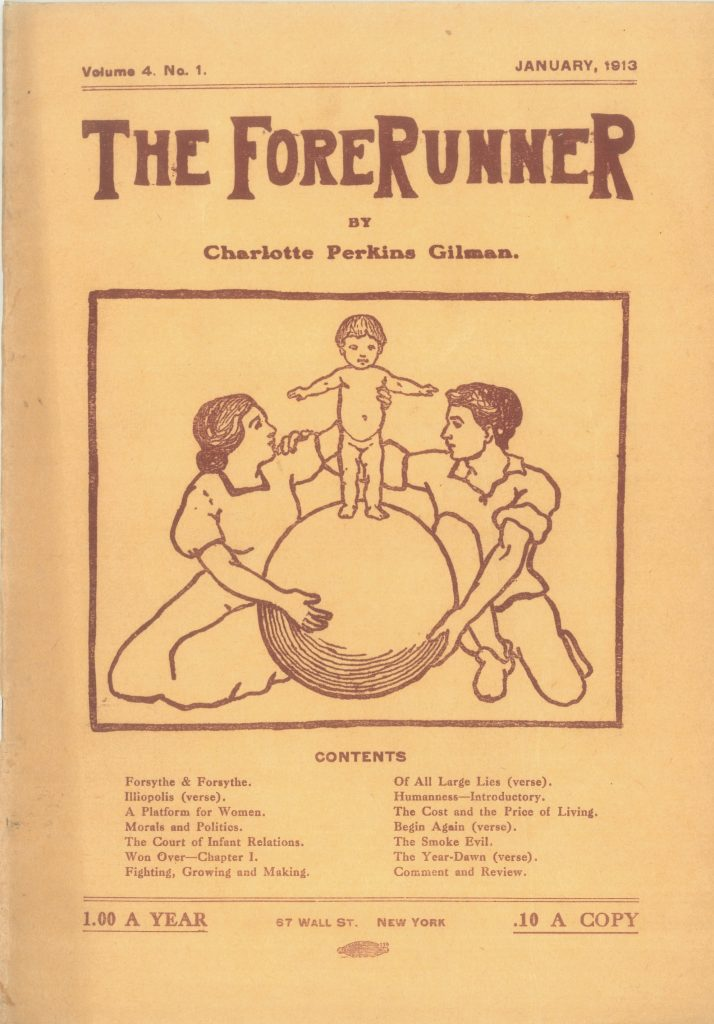
The Forerunner, revista precedent de l'obra Herland.

En Terra d'elles es descriu el viatge de tres expedicionaris; Vandyck Jennings, Jeff Margrave i Terry Nicholson, que arriben a un país habitat únicament per dones que es dediquen al cultiu de l'agricultura i a la maternitat. Vandyck, antropòleg, és el narrador de la història en primera persona i, com a amazones protagonistes d'aquest país hi ha: Ellador, Celis i Alima (les primeres joves que coneixen allà) i les seves preceptores, cuidadores, "coroneles" (Somel, Zava i Moadine).
| «                                           | Totes exhibien una salut envejable, dretes, serenes, ben plantades i àgils con un boxador. No duien armes; nosaltres, sí, però no teníem cap intenció de disparar. | » |
| — Charlotte P. Gilman, Terra d'elles (p.53) | |   |

A diferència de Movent la muntanya / Moving the Mountain (1911), en què les dones han aconseguit la igualtat amb els homes, en Terra d'elles Gilman dissenya una societat exclusivament femenina, de més de dos mil anys d'evolució i progrés sense dependències del sexe masculí, en algun lloc d'Amèrica del Sud amb tres milions d'habitants i d'una extensió similar a Holanda.
| «                                           | De mica en mica havíem arribat a sentir que ens trobàvem entre amigues, unes amigues molt competents (...) "Volem que ens ensenyeu tot allò que pugueu" va continuar dient la Somel (...) I volem ensenyar-vos tot allò que tenim d'útil i innovador. Ja us podeu imaginar que per a nosaltres el fet d'acollir homes, al cap de dos mil anys, és un esdeveniment extraordinari. També volem saber coses de les vostres dones. | » |
| — Charlotte P. Gilman, Terra d'elles (p.90) | |   |

Aquesta ginecotopia presenta una societat cooperativa en què les relaciones de competència han estat transformades en relacions de solidaritat. En aquesta terra fèrtil, de climes variats i saborosos fruits, tres milions d'amazones viuen en comunitat i basen la convivència en la sororitat, la cooperació i la comunió amb la natura, amb el temps totes plegades han desenvolupat uns valors i uns sentiments propis.
| «                                           | Tot era bellesa, ordre, neteja impecable, i una sensació de llar molt agradable que ho presidia tot. A mesura que ens apropàvem al centre de la ciutat les cases esdevenien més compactes, més atapeïdes, convertides en palaus laberíntics entre parcs i places extenses, com les dependències d'una universitat dreçades enmig dels seus jardins. | » |
| — Charlotte P. Gilman, Terra d'elles (p.52) | |   |

Les amazones es reprodueixen per mitjà de la partogènesi i han aconseguit concebre únicament filles. La seva religió és el panteisme matern, (Maaia és la seva dea). Una maternitat transversal a la societat, que influeix en totes les arts i indústries, que protegeix absolutament tota la infància i li proporciona l'atenció i la formació més perfectes.
| «                                            | Eren mares, no pas en el nostre sentit de fecunditat involuntària i sense recursos (...) sinó en el sentit de creadores conscients d'un poble. Entre elles, l'amor maternal (...) era una religió. Incloïa aquell sentiment il·limitat de sororitat (...) Però aquelles dones treballaven totes juntes en la tasca més important: feien persones, i les feien bé. | » |
| — Charlotte P. Gilman, Terra d'elles (p.120) | |   |

Els dos eixos de comportament que regeixen la terra d'elles són el pacifisme i l'exclusió de la violència com a resposta davant el conflicte.
| «                                            | No havien tingut guerres, sabeu? No havien tingut reis, ni sacerdots, ni aristòcrates. Eren germanes i, a mesura que creixien, evolucionaven juntes, no pas mitjançant la competència sinó per mitjà de l'acció conjunta. | » |
| — Charlotte P. Gilman, Terra d'elles (p.108) | |   |

Odumera és la Mare Terra que ocupa el lloc de "presidenta" o "reina" i significa "gran pensadora sàvia"
| «                                                | Per a elles el país era una unitat, era seu. Elles mateixes eren una unitat, un grup conscient; pensaven en bé de la comunitat. Per tant, la seva percepció del temps no es limitava a les esperances i ambicions d'una vida individual. En conseqüència, consideraven i executaven habitualment plans de millora que duressin segles. | » |
| — Charlotte P. Gilman, Terra d'elles (p.135-136) | |   |

## Llegat filosòfic i intel·lectual

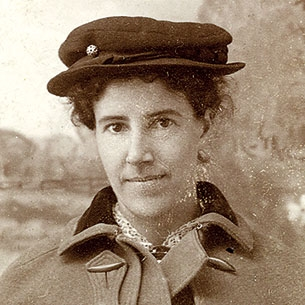
Charlotte P. Gilman

Gilman fa un al·legat a favor dels drets de la dona i un atac contra les virtuts de l'etern femení; la modèstia, la paciència, la submissió, valors representats en la figura de l'àngel de la llar, que no era res més que una representació del desig masculí. Introdueix els seus lectors i lectores en un país de dones que treballen de manera cooperativa.
El text de Gilman aconsegueix posar en descobert de manera magistral l'androcentrisme de la llengua i en la pròpia construcció de la societat moderna, com un contracte on les dones han sigut sistemàticament insensibilitzades, silenciades i transaccionades com a mera mercaderia i mai com a ciutadanes amb drets propis en el contracte social. L'ús del genèric masculí es converteix en font de confusió buscada per l'autora.
També ressalta el poder de l'humor gilmanià com a mètode de crítica social. Sovint les amazones plantegen preguntes innocents sobre el món extern, no exemptes d'ironia, i posen en qüestió tòpics i contradiccions encara avui amb vigència:
Amb la seva ficció utòpica, Gilman plasma la classe de món que imagina per a les dones i novel·la moltes de les seves idees sobre la família i la llar. Un altre punt que remarca és la fixació de Gilman per la roba i el seu disenny. Les amazones vesteixen de manera simple i sense ornaments, ni barrets amb plomes, ni tocats, ni materials luxosos com acostumaven a la seva època, les dones d'un cert estatus social. Els seus personatges van ser creats d'acord amb les idees que Gilman presenta al seu assaig La llar: treball i repercussions / The Home: Its Work and Influence (1903) i el seu relat El vestuari de les dones / The Dress of Women (1915). Gilman crea un món nou basat en els principis d'equitat que va promoure en els seus assaigs i en les seves conferències, en especial la seva obra més destacada El món de l'home, o La nostra cultura androcèntrica i a Women and economics (1911).
Gilman es va enfrontar a la condició de dones que van quedar relegades a una vida de confinament i custòdia dels fills i la llar. Va imaginar un món (imaginat anteriorment per Melusina Fay Peirce) en què les dones estaven lliures de la mala educació, de la cuina i la neteja, i podien participar en activitats intel·lectuals: un món en què les dones van tirar els corsés i respirar lliurement.
Com a contrapunt cal assenyalar dos aspectes involucionistes en la seva lectura, tal com explicita Elizabeth Russell, que contrasten amb els arguments progressistes d'aquest llibre:
- D'una banda, els prejudicis ètnics que tenyeixen l'obra, on es reflecteix la superioritat d'unes ètnies sobre unes altres. El feminisme postcolonial resoldrà en el futur estes qüestions tractant de superar aquests plantejaments on les dones caucasianes acaparaven el centre del discurs feminista sense donar espai a més veus com les dones afroamericanes, les índies nadiues, etc.
- De l'altra, les opinions de l'autora sobre la sexualitat. En aquest món idíl·lic impera l'asexualitat. No hi ha lloc per a les relacions lesbianes. Gilman, ella mateixa, va tenir una relació emocional molt propera a la seva companya d'estudis Martha Luther, que recorda i explica en la seva autobiografia pòstuma. Encara es conserven les cartes entre ambdues, d'una sensibilitat exquisida.[11] L'explicació de l'autocensura té més sentit.

Ann J. Lane, historiadora i crítica feminista, tracta la influència de Terra d'elles en altres ginecotopies dels setanta, com ara:
- The dispossessed (1974), d'Ursula K. Le Guin
- From the legend of Biel (1975), de Mary Staton
- Women on the edge time (1976), de Marge Piercy
- L'home femella (1975), de Joanna Russ, traduïda al català el 1984 a càrrec de Maria Sara Fons i Fleming[12]

Moltes de les idees d'aquestes obres recorden les qüestions plantejades en Terra d'elles: l'ús de la persuasió i el consens per a mantenir l'ordre social, la igualtat de classes, la manera comunal d'educar les criatures, la relació mare-criatura i la llar ideal com a models d'institucions socials, etc.
Herland és traduïda al català al 2002 per Jordi Vidal Tubau en una edició a cura d'Eulàlia Lledó que porta per títol Terra d'elles.
Gilman es va dedicar a millorar la qualitat i el nivell de vida de les dones del seu temps en desconstruir institucions com la llar i l'economia mitjançant la seva no-ficció i en crear nous mons per a les dones en la seva ficció. Va prendre la reestructuració de les relacions entre homes i dones com un focus central de la seva nova visió. Va afirmar que inicialment s'havia de prestar atenció a les formes en què les vides de les persones havien de ser alterades en les seves llars, en les seves famílies, en les seves relacions íntimes, i que no es podia esperar que els canvis en les relacions socials arribessin automàticament.
Afortunadament, no vam perdre gran part de les seves obres quan Gilman va morir. El seu treball (assaigs, novel·les, relats, articles, etc.) encara presenta una crítica coherent i vigent a la societat d'avui en dia. Lane descriu l'objectiu de Gilman com recórrer a l'antropologia, la biologia, la història, la sociologia, l'ètica i la filosofia per comprendre els contorns de l'evolució i la societat humana per tal de crear un ordre social humà. La seva veritable comprensió de les estructures subjacents de la societat surt mordaçment en el seu treball fent-lo valuós per a les ciències socials malgrat la seva falta de formació oficial en l'àrea.
Gilman va acabar la seva autobiografia el 1925, The Living of Charlotte Perkins Gilman, que es publicaria després de la seva mort, el 1935.